# Leucotrichia brochophora
Leucotrichia brochophora is een schietmot uit de familie Hydroptilidae. De soort komt voor in het Neotropisch gebied.